# اینگه هانسن
اینگه هانسن (به نروژی: Inge Hansen) (زاده ۲۱ آوریل ۱۹۴۶) کارآفرین، بازرگان و مدیر ارشد اجرایی نروژی است، که در حال حاضر به‌عنوان مدیر عامل اجرایی شرکت ینسیدیه فعالیت می‌کند.